# Norrlandsbanken, Stockholm

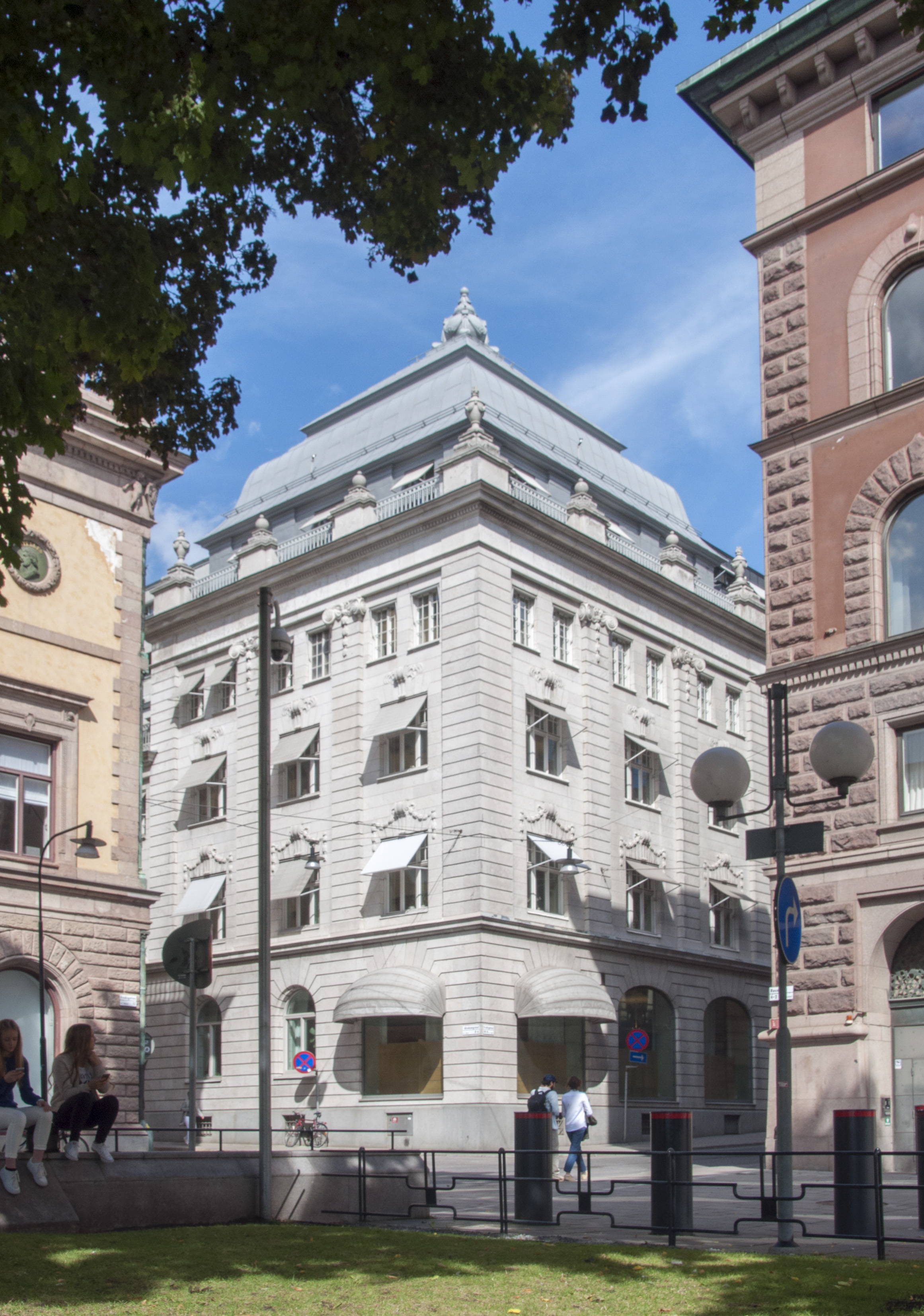
Bankbyggnaden 2016.

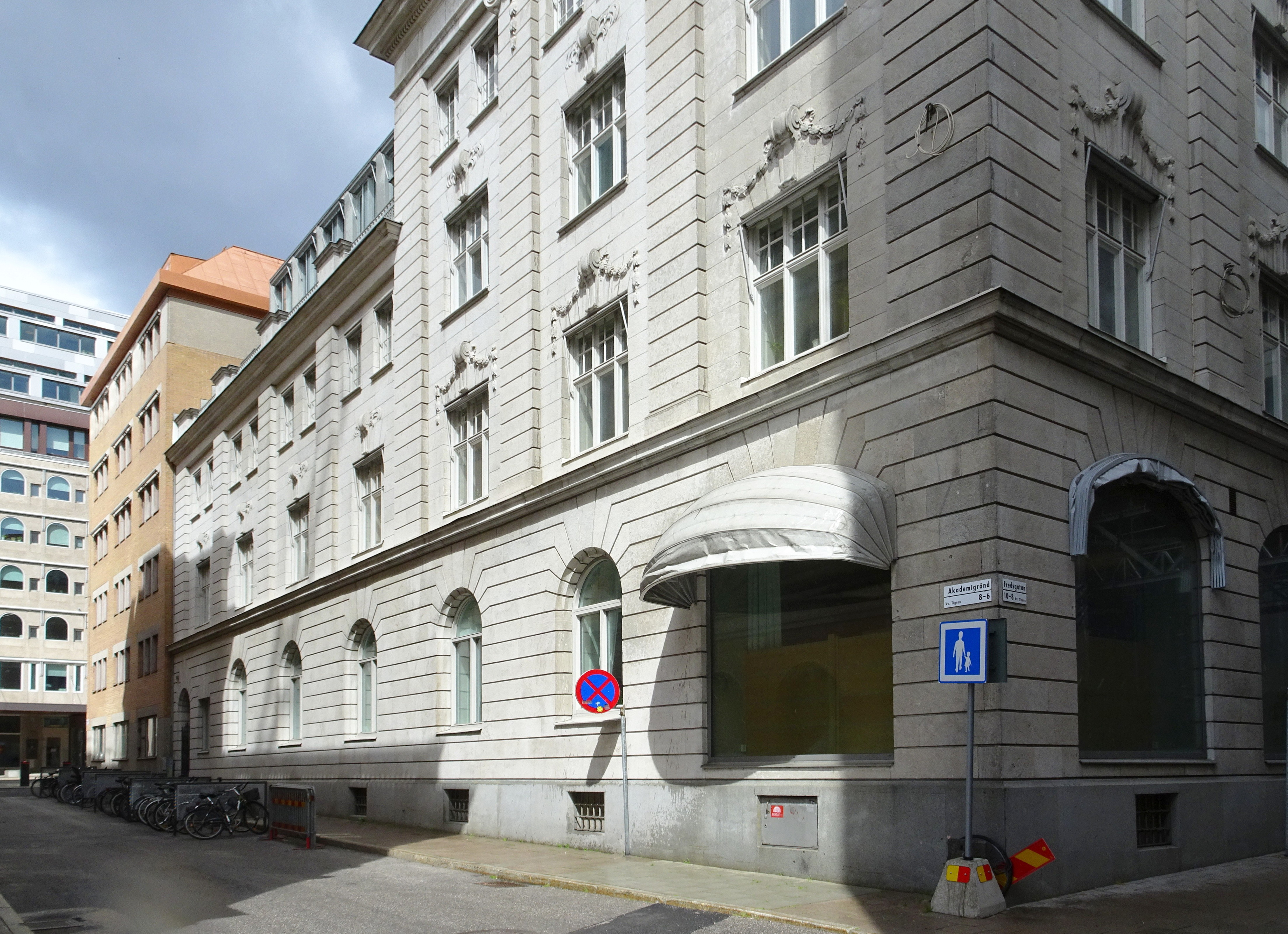
Fasad mot Akademigränd.

Norrlandsbanken kallas en byggnad i kvarteret Tigern vid hörnet Fredsgatan 10 och Akademigränd 6 i Stockholm. Fastigheten är grönmärkt av Stadsmuseet i Stockholm, vilket innebär att den anses vara ”särskilt värdefull från historisk, kulturhistorisk, miljömässig eller konstnärlig synpunkt”.

## Historik
Bankaktiebolaget Stockholm-Öfre Norrland hade 1899 börjat sin verksamhet genom att överta den verksamhet som sedan 1866 drivits av Westerbottens enskilda bank. Man beslutade att bygga huvudkontoret på Fredsgatan som då låg mitt i huvudstadens finansiella centrum. Hovapotekare Wertmüllers trevåningshus, som uppförts på tomten efter Klarabranden 1751, revs för att ge plats.
Det nya bankpalatset i fyra våningar med källare och takvåning uppfördes 1902-1904 efter Ernst Stenhammars ritningar. Husets fasader kläddes med kalksten från Kappelshamn på Gotland och smyckades med stora kolossalpilastrar med joniska kapitäl. Bottenvåningens fönster var ursprungligen mindre än nu och skyddade av smidesgaller. Den stora bankhallen upptog innergården och inreddes i mahogny. I fonden smyckades den med Nils Asplunds målning av Stora Lulevatten. Hallen täcktes av ett stort glastak, men försågs även med elektriskt ljus. Bankhallen nåddes via en elegant vestibul och en glastäckt förhall. På bottenvåningen fanns i övrigt kontor samt ett velocipedstall. Bankvalvet låg strategiskt i källaren tillsammans med personalens matsal. De översta våningarna innehöll bostäder.
År 1911 ombildades banken till Norrlandsbanken, varefter den 1917 övertogs av Stockholms Handelsbank (nuvarande Svenska Handelsbanken) som använde huset fram till 1927 då Gumaelius annonsbyrå flyttade in.
Sedan byggnaden på 1960-talet kommit i statlig ägo byggnaden har den brukats av offentliga institutioner. på 1970-talet förändrades kvarteret varvid bankhallen revs. Idag används det gamla bankpalatset av Regeringskansliet och är en del av Departementsstaden.

## Historiska bilder

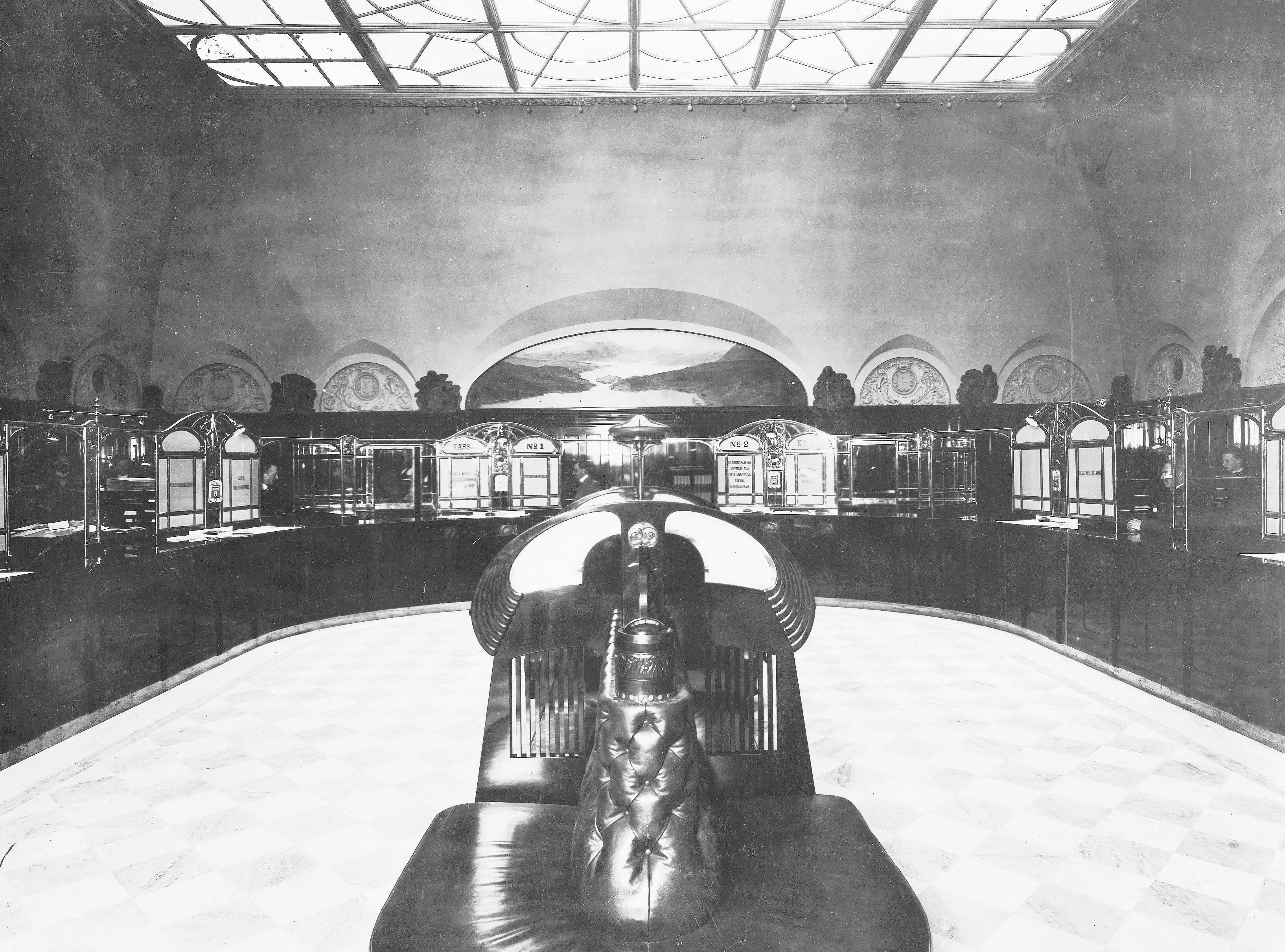
Bankhallen 1904. Den stora målningen i fonden föreställer Stora Lulevatten och utfördes av Nils Asplund.
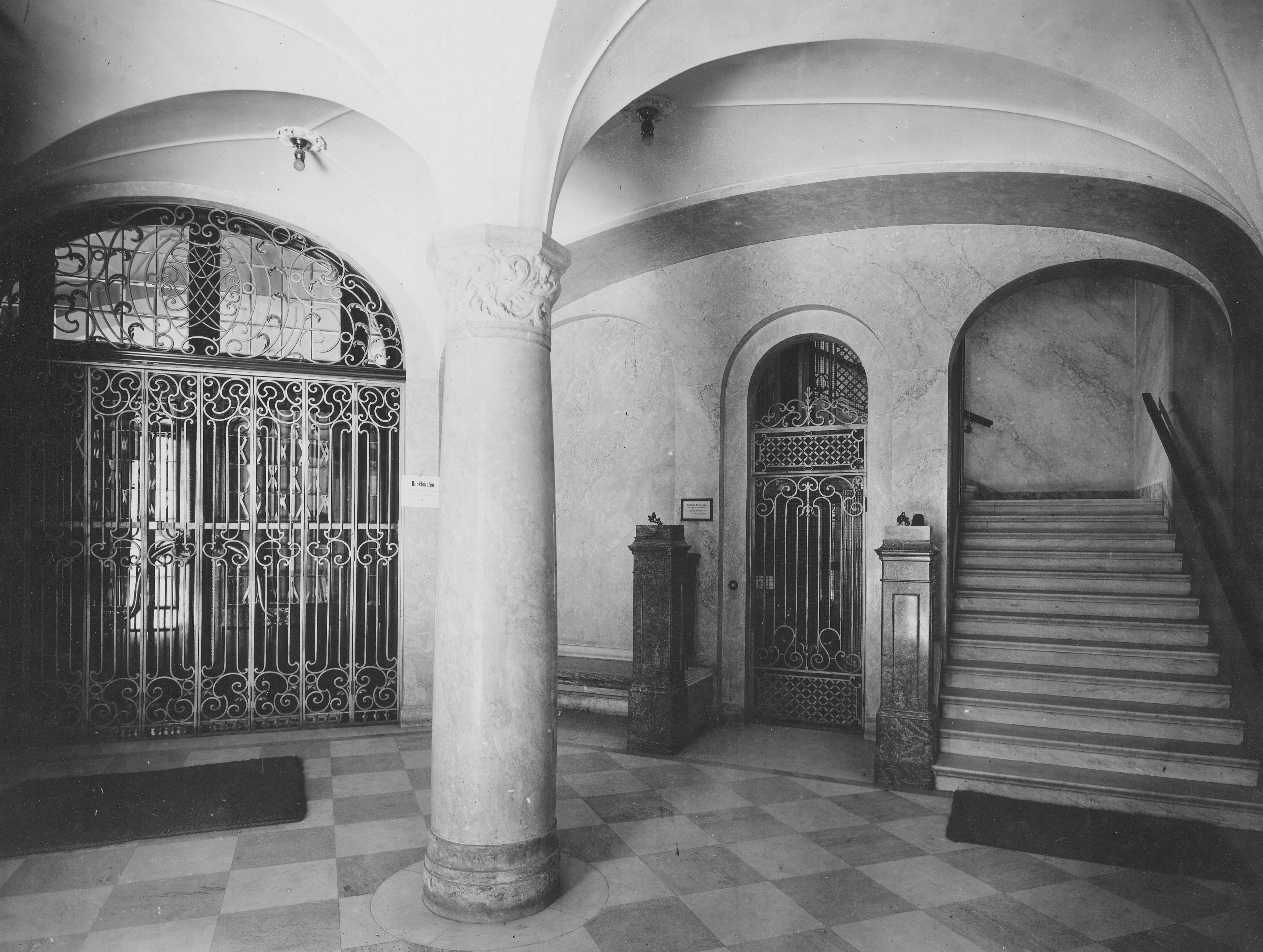
Vestibulen.
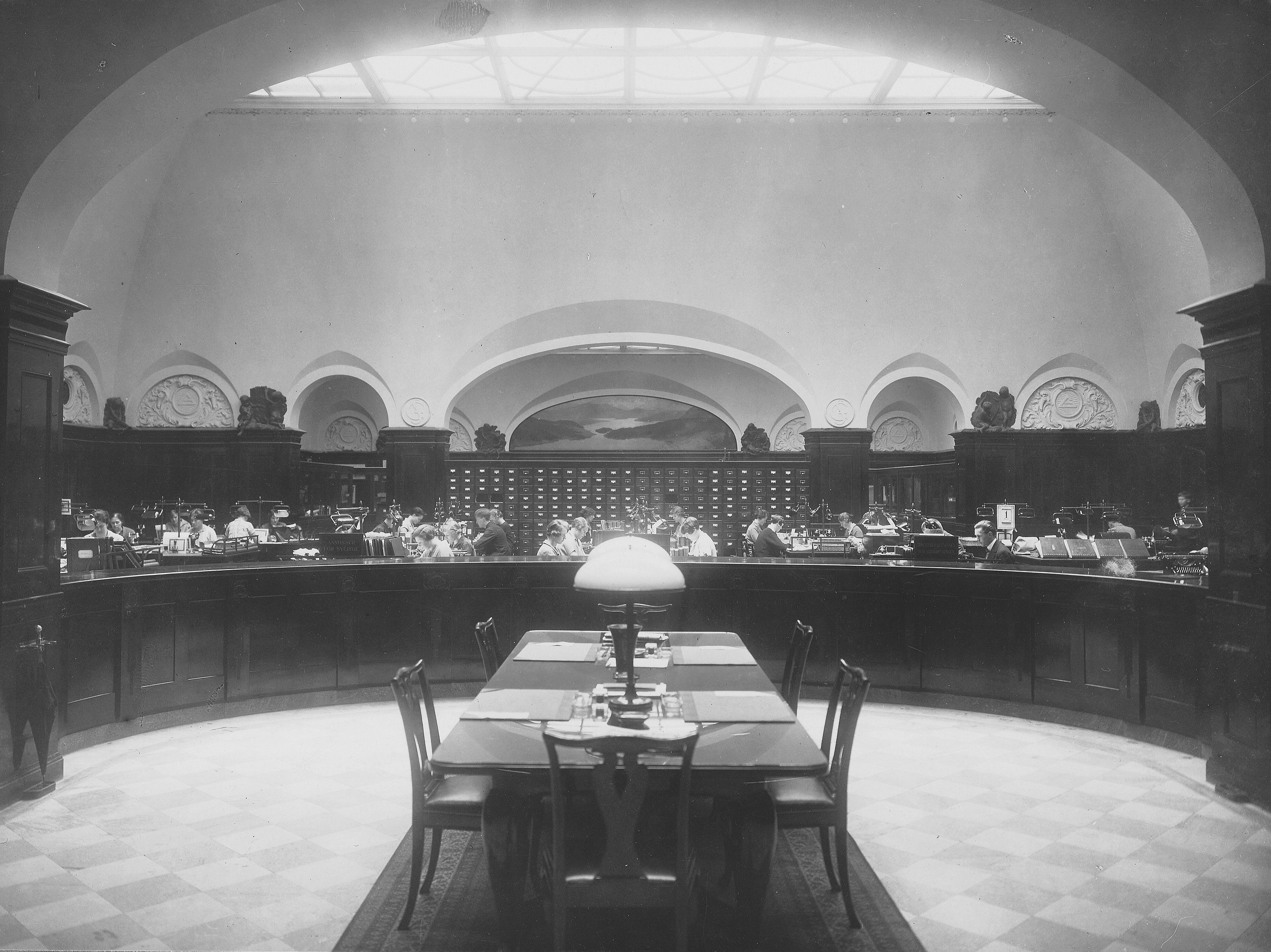
Sofia Gumaelius annonsbyrå i stora bankhallen, 1930-tal.
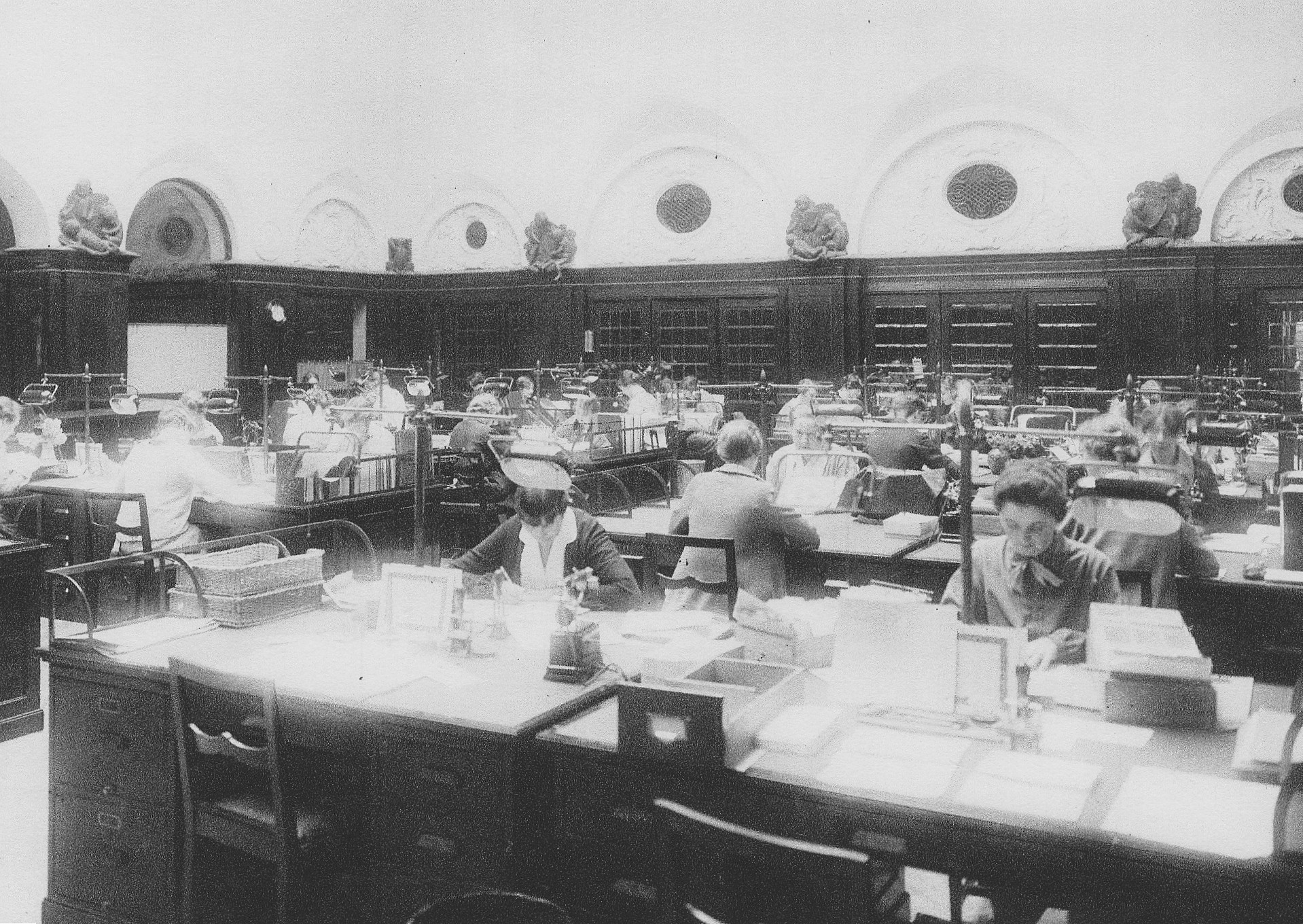
Sofia Gumaelius annonsbyrå, 1930-tal.

.